# Nokia Asha 502
Nokia Asha 502 Dual SIM — бюджетный смартфон с поддержкой 2 SIM-карт на базе Nokia Asha Platform, производимый компанией Nokia.

## Внешний вид и органы управления
Дизайн телефона традиционен для моделей с большим сенсорным экраном без клавиатуры. На передней поверхности находится дисплей, над ним — речевой динамик, под ним — кнопка возврата. В верхней части задней поверхности находится объектив камеры и светодиодная фотовспышка, в нижней части — музыкальный динамик. На верхней грани находятся разъём micro-USB и аудиовыход 3,5 мм, на правой — кнопка-качелька регулировки громкости, кнопка блокировки, на нижней — отверстие микрофона. Отличительной особенностью данной модели является двухслойный дизайн задней крышки: внешний слой — прозрачный и бесцветный, а внутренний — непрозрачный чёрного, красного, зелёного или голубого цвета.

## Батарея и время работы
Телефон оснащен ионно-литиевой батареей BL-5A ёмкостью 1010 мА·ч. Производителем заявлено следующее время работы:
- в режиме разговора — 13,7 ч
- в режиме ожидания с двумя SIM-картами — 24 дн.
- в режим воспроизведения музыки — 42,3 ч
- в режиме воспроизведения видео — 12 ч
- при работе в интернете — 16,8 ч

## Отзывы в прессе
Телефон получил смешанные отзывы. Среди достоинств указывались простой и понятный интерфейс, система жестов для управления, среди недостатков — спорный дизайн, рассчитанный на детскую и подростковую аудиторию, невысокое разрешение и качество изображения, недостаточно функциональная для смартфона платформа, отсутствие некоторых популярных программ в магазине приложений. Также указывалось, что Nokia Asha 502 проигрывает при сравнении со смартфонами на базе Android из того же ценового диапазона.